# Hamid Lolayei
Hamid Lolayei (en persan : حمید لولایی) est un acteur iranien de cinéma et de télévision.

## Carrière professionnelle
Connu surtout avec la sitcom de Saat-e Khosh aux côtés de Reza Attaran, Reza Shafiei Jam, Nassrolah Radesh, Nader Soleimani, Saed Aghakhani, Arjang Amirfazli, il se lance dans des séries télévisées diffusées par IRIB. Zir-e Asseman shahr (Sous le ciel de la ville) de Mehran Ghafourian est sa seconde série télévisée où il interprète Khashayar Mostofi, avant d’apparaître dans la série Tchar Khouneh.

## Filmographie

### Cinéma
- 2006 : Age mitooni man-o begir (Attrape-moi, si tu peux)
- 2006 : Ghaedeh bazi (Règle du jeu)
- 2005 : Chand migiri geryeh koni (Quel est ton prix pour pleurer)
- 2000 : Raghse sheytan (Danse de diable)
- 1997 : Kelid-e ezdevaj (Clé de mariage)
- 1997 : Mard-e avazi
- 1995 : Mard-e namarei (L’homme invisible)
- 1994 : Arezooy-e bozorg (Grand espoir)
- 1994 : Didar (La Visite)
- 1981 : Peykartrash (Sculpteur)

### Série télévisée
- Saat-e Khosh
- Zir-e asseman-e tchahar  (Sous le ciel de la ville)
- Tchar Khouneh